# Batalla de Gerba (1560)
La batalla de Gerba fou un combat lliurat entre el corsari de l'Imperi Otomà Turgut Reis i els espanyols a l'illa de Gerba.

## Antecedents
Turgut Reis havia establert la seva base a l'illa de Gerba, des d'on atacava els vaixells espanyols i d'altres estats cristians. Els espanyols el van bloquejar a l'illa, però el 20 d'abril de 1551 l'estol de Turgut Reis es va escapar del bloqueig i el mes d'agost següent es va apoderar de Trípoli. El 1557 Turgut, davant un possible atac espanyol, va fer posar la fortalesa de Burdj al-Kabir a l'illa de Gerba en estat de defensa.

## El setge
El gran mestre de l'orde de Malta, Joan de la Vallette i el duc de Medinaceli van obtenir permís de Felip II de Castella per fer una expedició naval contra el pirata. L'expedició, la formaven 54 galeres, 36 vaixells de càrrega i més d'11.000 soldats; va sortir de Malta el 10 de febrer de 1560 i ocupà Gerba el 7 de març de 1560, però foren sorpresos per la flota otomana de Turgut Reis i Pialí Baxà, composta per 86 galeres i galiotes al port, i la flota espanyola fou gairebé tota destruïda l'11 de maig de 1560.
El 16 de maig, la guarnició de la fortalesa, sota el comandament d'Alvaro de Sande, va quedar assetjada, privada d'aigua i delmada per les malalties, i es va rendir el 31 de juliol de 1560.

## Conseqüències
El miler de supervivents foren massacrats o repartits com a remers a les galeres otomanes.
Amb els caps dels espanyols morts, es va fer l'anomenada torre dels Cranis (Burdj al-Ruus), que fou desmantellada el 1848 per ordre d'Ahmad Bey.